# Міжнародний день припинення безкарності за злочини проти журналістів
Міжнародний день припинення безкарності за злочини проти журналістів (офіційними мовами ООН: англ. International Day to End Impunity for Crimes against Journalists; фр. Journée internationale de la fin de l'impunité pour les crimes commis contre des journalistes; ісп. Día Internacional para Poner Fin a la Impunidad de los Crímenes contra Periodistas; рос. Международный день прекращения безнаказанности за преступления против журналистов) – Міжнародний день ООН, встановлений резолюцією A/RES/68/163 Генеральної Асамблеї ООН року, який відзначається щорічно 2 листопада.

## Мета
Міжнародний день боротьби з безкарністю проти журналістів надає всім зацікавленим сторонам можливість звернути увагу громадськості на важливість припинення безкарності за злочини проти журналістів. Він також відкриває можливості для залучення нових зацікавлених сторін, пріоритети яких можуть бути іншими, ніж забезпечення безпеки журналістів. Наприклад, з огляду на символічну значущість журналістів в рамках ширших проблем безкарності та правосуддя, таких сферах як боротьба з корупцією або насильством в сім'ї тощо.

Безкарність за злочини проти журналістів подає суспільству потужний негативний сигнал, щодо того, що звичайні люди, повідомляючи «ганебну правду» і «небажану думку», можуть мати серйозні неприємності. Таким чином, безкарність підбадьорює злочинців на подальші напади на журналістів, оскільки вони розуміють, що їм не доведеться постати перед судом. Крім того, суспільство втрачає довіру до судової системи, призначеної для захисту людей від посягань на їх права.

Суспільство в цілому страждає від безкарності. Новини, які замовчуються, є інформацією, яку громадськості має знати для прийняття якісних економічних, соціальних або політичних рішень. Наявність доступу до правдивої та якісної інформації є наріжним каменем демократії, доброго врядування та ефективних інститутів.

## Факти та цифри
- За даними ЮНЕСКО, що за останні одинадцять років було вбито близько 930 журналістів, які висвітлювали новини і доносили інформацію до громадськості. Це становило в середньому одну смерть кожні чотири дні.
- 93 % вбитих журналістів були місцевими, 7% - іноземними, що висвітлювали події на місцях.
- Половина вбивств журналістів була в країнах, що не знаходилися у стані збройного конфлікту.
- Переважна більшість (93%) вбитих журналістів були чоловіками.
- Тільки у 2016 році Генеральний директор ЮНЕСКО засудила вбивства 102 журналістів, співробітників засобів масової інформації та авторів контенту в соціальних мережах.
- У 2012 році, самому смертоносному році для журналістів, було зафіксовано 124 випадки вбивств.
- У дев'яти з десяти випадків вбивці не понесли покарання. Безкарність призводить до все більшого числа вбивств і часто є симптомом загострення конфлікту і розвалу правоохоронної і судової системи. [Архівовано 20 листопада 2017 у Wayback Machine.]

## Відзначення дня

### 2014
Відзначення першого Міжнародного дня припинення безкарності за злочини проти журналістів відбулися проведенням організованого спільними зусиллями Ради Європи, ЮНЕСКО, Центру свободи засобів масової інформації при університеті Шеффілда і Європейського союзу юристів семінару і міжрегіонального діалогу про захист журналістів.  Захід відбувся 3 листопада 2014 року в Європейському суді з прав людини в Страсбурзі.

### 2015
ЮНЕСКО з нагоди відзначення другого Міжнародного дня припинення безкарності за злочини проти журналістів 2015 організувала спільно з Міжамериканським судом з прав людини в період 9 -10 жовтня 2015 року спеціальну конференцію.
 
ЮНЕСКО також провела в цей день ряд заходів в Парижі, Лондоні, Нью-Йорку та інших містах світу, які надали можливість для презентації доповіді ЮНЕСКО «Світові тенденції у свободі вираження думок і розвитку засобів масової інформації 2015 року – особливий акцент на цифрові технології», в якому було наведені останні відомості, отримані ЮНЕСКО з безпеки журналістів і проблеми безкарності.

### 2016
ЮНЕСКО і Африканський суд з прав людини і народів налагодили міжрегіональний діалог з метою активізувати дискусію між африканськими суддями з питань міжнародних стандартів, що стосуються безпеки журналістів і припинення безкарності. Семінар на тему «Зміцнення судових систем і африканських судів з метою забезпечити безпеку журналістів і покласти край безкарності» (англ. Strengthening Judiciary Systems and African Courts to protect Safety of Journalists and End Impunity), був проведений 10 вересня 2016 року в рамках підготовки до святкування Міжнародного дня припинення безкарності за злочини проти журналістів. Обговорювалась розробка стратегій співпраці між Африканським судом з прав людини і народів та іншими зацікавленими сторонами у цій сфері з метою підвищення обізнаності та обміну передовим досвідом серед ключових учасників.

### 2017
Генеральний директор ЮНЕСКО в посланні до Дня 2017 відзначив, що «Нам слід забезпечити справедливість щодо кожного вбитого журналіста. Це має ключове значення для збереження пам'яті про них і є життєво важливим елементом зміцнення верховенства права і доброго управління, а також здійснення Порядку денного в галузі сталого розвитку на період до 2030 року й особливо Цілі 16 в області стійкого розвитку, що стосується світу, правосуддя й ефективно чинних інститутів». У цей день ЮНЕСКО закликає весь світ об'єднати зусилля, щоб забезпечити безпеку журналістів і торжество справедливості.

Штаб-квартира ООН в Нью-Йорку відзначає День 2017 інтерактивною панельною дискусією під назвою «Припинення безкарності за злочини проти журналістів: посилення впровадження та випадок жіночих журналістів» (англ. Ending impunity for crimes against journalists: strengthening implementation and the case of women journalists). Дискусія організована ЮНЕСКО, Постійним представництвом Греції при ООН разом з Нью-Йоркською групою друзів з питань безпеки журналістів. [Архівовано 6 листопада 2017 у Wayback Machine.]

До цього дня ЮНЕСКО презентує глобальний звіт 2017/18  «Світові тенденції свободи слова та розвитку ЗМІ» (англ. World Trends in Freedom of Expression and Media Development: Global Report 2017/2018). [Архівовано 28 жовтня 2017 у Wayback Machine.]

## Святкові і пам'ятні дні, пов'язані із журналістикою
- Всесвітній день свободи преси
- Міжнародний день солідарності журналістів
- День журналіста
- День українськомовної преси
- День працівників радіо, телебачення та зв'язку
- День пам'яті журналістів, загиблих при виконанні професійних обов'язків